# Phyllophaga exorata
Phyllophaga exorata är en skalbaggsart som beskrevs av Horn 1887. Phyllophaga exorata ingår i släktet Phyllophaga och familjen Melolonthidae. Inga underarter finns listade i Catalogue of Life.